# بخش آسفیچ
بخش آسفیچ یکی از بخش‌های شهرستان بهاباد استان یزد ایران است.

## تقسیمات کشوری
- بخش آسفیچ
  - دهستان آسفیچ

شهر: ندارد